# Општина Наволато (Синалоа)
Наволато (шп. Navolato) општина је у Мексику у савезној држави Синалоа. Општина се налази на надморској висини од 17 м.

## Становништво
Према подацима из 2010. у општини је живело 135603 становника.

### Хронологија
| Година       | 2000                   | 2005                   | 2010                   |
| ------------ | ---------------------- | ---------------------- | ---------------------- |
| Становништво | 145622 (74444 / 71178) | 135681 (68496 / 67185) | 135603 (68393 / 67210) |

### Попис
| \| \| м \| \| \| ж \| \| 0—2 \| 4.018 \| \| \| 3.966 \| \| 3—5 \| 4.141 \| \| \| 3.922 \| \| 6—11 \| 8.382 \| \| \| 8.071 \| \| 12—14 \| 4.419 \| \| \| 4.129 \| \| 15—17 \| 4.276 \| \| \| 4.270 \| \| 18—24 \| 8.585 \| \| \| 8.397 \| \| 60+ \| 6.352 \| \| \| 6.071 \| \| Просек : \| 28,7 \| \| \| 28,9 \| |       |  |  |       |
| |       |  |  |       |
| | м     |  |  | ж     |
| 0—2 | 4.018 |  |  | 3.966 |
| 3—5 | 4.141 |  |  | 3.922 |
| 6—11 | 8.382 |  |  | 8.071 |
| 12—14 | 4.419 |  |  | 4.129 |
| 15—17 | 4.276 |  |  | 4.270 |
| 18—24 | 8.585 |  |  | 8.397 |
| 60+ | 6.352 |  |  | 6.071 |
| Просек : | 28,7  |  |  | 28,9  |

| #   | Индикатор                                                                                        | Вредност |
| --- | ------------------------------------------------------------------------------------------------ | -------- |
| 1   | Становништво од 0 до 2 године                                                                    | 7984     |
| 2   | Мушко становништво од 0 до 2 године                                                              | 4018     |
| 3   | Женско становништво од 0 до 2 године                                                             | 3966     |
| 4   | Становништво са 3 и више година                                                                  | 127421   |
| 5   | Мушко становништво са 3 и више година                                                            | 64276    |
| 6   | Женско становништво са 3 и више година                                                           | 63145    |
| 7   | Становништво са 5 и више година                                                                  | 122039   |
| 8   | Мушко становништво са 5 и више година                                                            | 61506    |
| 9   | Женско становништво са 5 и више година                                                           | 60533    |
| 10  | Становништво са 12 и више година                                                                 | 102905   |
| 11  | Мушко становништво са 12 и више година                                                           | 51753    |
| 12  | Женско становништво са 12 и више година                                                          | 51152    |
| 13  | Становништво са 15 и више година                                                                 | 94357    |
| 14  | Мушко становништво са 15 и више година                                                           | 47334    |
| 15  | Женско становништво са 15 и више година                                                          | 47023    |
| 16  | Становништво са 18 и више година                                                                 | 85811    |
| 17  | Мушко становништво са 18 и више година                                                           | 43058    |
| 18  | Женско становништво са 18 и више година                                                          | 42753    |
| 19  | Становништво од 3 до 5 година                                                                    | 8063     |
| 20  | Мушко становништво од 3 до 5 година                                                              | 4141     |
| 21  | Женско становништво од 3 до 5 година                                                             | 3922     |
| 22  | Становништво од 6 до 11 година                                                                   | 16453    |
| 23  | Мушко становништво од 6 до 11 година                                                             | 8382     |
| 24  | Женско становништво од 6 до 11 година                                                            | 8071     |
| 25  | Становништво од 8 до 14 година                                                                   | 19552    |
| 26  | Мушко становништво од 8 до 14 година                                                             | 10032    |
| 27  | Женско становништво од 8 до 14 година                                                            | 9520     |
| 28  | Становништво од 12 до 14 година                                                                  | 8548     |
| 29  | Мушко становништво од 12 до 14 година                                                            | 4419     |
| 30  | Женско становништво од 12 до 14 година                                                           | 4129     |
| 31  | Становништво од 15 до 17 година                                                                  | 8546     |
| 32  | Мушко становништво од 15 до 17 година                                                            | 4276     |
| 33  | Женско становништво од 15 до 17 година                                                           | 4270     |
| 34  | Становништво од 18 до 24 године                                                                  | 16982    |
| 35  | Мушко становништво од 18 до 24 године                                                            | 8585     |
| 36  | Женско становништво од 18 до 24 године                                                           | 8397     |
| 37  | Женско становништво од 15 до 49 година                                                           | 35305    |
| 38  | Становништво са 60 и више година                                                                 | 12423    |
| 39  | Мушко становништво са 60 и више година                                                           | 6352     |
| 40  | Женско становништво са 60 и више година                                                          | 6071     |
| 41  | Однос између мушкараца и жена                                                                    | 101.76   |
| 42  | Становништво од нуле до 14 година                                                                | 41048    |
| 43  | Становништво од 15 до 64 године                                                                  | 85927    |
| 44  | Становништво од 65 година и више                                                                 | 8430     |
| 45  | Просечан број деце                                                                               | 2.58     |
| 46  | Становништво рођено у ентитету                                                                   | 121613   |
| 47  | Мушко становништво рођено у ентитету                                                             | 61256    |
| 48  | Женско становништво рођено у ентитету                                                            | 60357    |
| 49  | Становништво рођено у другом ентитету                                                            | 13090    |
| 50  | Мушко становништво рођено у другом ентитету                                                      | 6691     |
| 51  | Женско становништво рођено у другом ентитету                                                     | 6399     |
| 52  | Становништво од 5 година и више резидентно у ентитету у јуну 2005. године                        | 117259   |
| 53  | Мушко становништво старосног доба од 5 година и више, резидентно у ентитету у јуну 2005. године  | 58844    |
| 54  | Женско становништво старосног доба од 5 и више година, резидентно у ентитету у јуну 2005. године | 58415    |
| 55  | Становништво од 5 година и више које је живело у другом ентитету у јуну 2005. године             | 3288     |
| 56  | Мушко становништво старије од 5 година које је живело у другом ентитету у јуну 2005. године      | 1820     |
| 57  | Женско становништво старије од 5 година које је живело у другом ентитету у јуну 2005. године     | 1468     |
| 58  | Становништво од 3 године и више које говори аутохтони језик                                      | 2064     |
| 59  | Мушко становништво старо 3 године и више које говори аутохтони језик                             | 1144     |
| 60  | Женско становништво старо 3 године и више које говори аутохтони језик                            | 920      |
| 61  | Становништво од 3 године и више које говори аутохтони језик и не говори шпански језик            | 31       |
| 62  | Мушко становништво старо 3 године и више које говори аутохтони језик и не говори шпански         | 12       |
| 63  | Женско становништво старо 3 године и више које говори аутохтони језик и не говори шпански језик  | 19       |
| 64  | Становништво старо 3 године и више које говори аутохтони језик и шпански                         | 1679     |
| 65  | Мушко становништво старо 3 године и више које говори аутохтони језик и шпански                   | 921      |
| 66  | Женско становништво старо 3 године и више које говори аутохтони језик и шпански                  | 758      |
| 67  | Становништво од 5 година и више које говори аутохтони језик                                      | 2012     |
| 68  | Становништво од 5 година и више које говори аутохтони језик и не говори шпански језик            | 25       |
| 69  | Становништво од 5 година и више које говори аутохтони језик и говори шпански језик               | 1641     |
| 70  | Становништво у домородачким домаћинствима                                                        | 4044     |
| 71  | Становништво са ограничењима у активностима                                                      | 3778     |
| 72  | Становништво са ограниченим ходањем или кретањем, горе или доле                                  | 1982     |
| 73  | Становници са ограничењима вида, чак и уз кориштење сочива                                       | 859      |
| 74  | Становништво са ограничењима говора, комуникације или конверзације                               | 389      |
| 75  | Становништво са ограниченим слухом                                                               | 342      |
| 76  | Становништво са ограничењима при одевању, купању или јелу                                        | 255      |
| 77  | Становништво са ограничењима у опажању или учењу једноставних ствари                             | 192      |
| 78  | Становништво са менталним ограничењима                                                           | 587      |
| 79  | Становништво без ограничења активности                                                           | 130597   |
| 80  | Становништво од 3 до 5 година које не похађа школу                                               | 3678     |
| 81  | Мушко становништво од 3 до 5 година које не похађа школу                                         | 1931     |
| 82  | Женско становништво од 3 до 5 година које не похађа школу                                        | 1747     |
| 83  | Становништво од 6 до 11 година које не похађа школу                                              | 645      |
| 84  | Мушко становништво од 6 до 11 година које не похађа школу                                        | 357      |
| 85  | Женско становништво од 6 до 11 година које не похађа школу                                       | 288      |
| 86  | Становништво од 12 до 14 година које не похађа школу                                             | 893      |
| 87  | Мушко становништво од 12 до 14 година које не похађа школу                                       | 492      |
| 88  | Женско становништво од 12 до 14 година које не похађа школу                                      | 401      |
| 89  | Становништво од 15 до 17 година похађа школу                                                     | 5669     |
| 90  | Мушко становништво од 15 до 17 година похађа школу                                               | 2785     |
| 91  | Женско становништво између 15 и 17 година живота у школи                                         | 2884     |
| 92  | Становништво од 18 до 24 године похађа школу                                                     | 4409     |
| 93  | Мушко становништво од 18 до 24 године похађа школу                                               | 2232     |
| 94  | Женско становништво од 18 до 24 године похађа школу                                              | 2177     |
| 95  | Становништво од 8 до 14 година које не може да чита и пише                                       | 642      |
| 96  | Мушко становништво старосног доба од 8 до 14 година које не може да чита и пише                  | 386      |
| 97  | Женско становништво старосног доби од 8 до 14 година које не може да чита и пише                 | 256      |
| 98  | Становништво од 15 година и више које је неписмено                                               | 7162     |
| 99  | Мушко становништво од 15 година и више које је неписмено                                         | 3722     |
| 100 | Женско становништво од 15 година и више које је неписмено                                        | 3440     |
| 101 | Становништво старо 15 и више година без школовања                                                | 7980     |
| 102 | Мушко становништво старо 15 и више година без школовања                                          | 4252     |
| 103 | Женско становништво старо 15 и више година без школовања                                         | 3728     |
| 104 | Становништво старосног доба 15 и више година са непотпуним основним образовањем                  | 18933    |
| 105 | Мушко становништво старосног доба од 15 година и више са непотпуном основним образовањем         | 9645     |
| 106 | Женско становништво старосног доба 15 и више година са непотпуном основним образовањем           | 9288     |
| 107 | Становништво старо 15 и више година са комплетним основним образовањем                           | 16473    |
| 108 | Мушко становништво старо 15 година и више са комплетним основним образовањем                     | 7921     |
| 109 | Женско становништво старо 15 и више година са комплетним основним образовањем                    | 8552     |
| 110 | Становништво старосног доба 15 и више година са непотпуним средњим образовањем                   | 6066     |
| 111 | Мушко становништво старосног доба од 15 година и више са непотпуним средњим образовањем          | 3352     |
| 112 | Женско становништво старосног доба од 15 година и више са непотпуним средњим образовањем         | 2714     |
| 113 | Становништво старо 15 и више година са пуним секундарном образовањем                             | 15415    |
| 114 | Мушко становништво старосног доба од 15 година и више са пуним секундарном образовањем           | 7606     |
| 115 | Женско становништво старосног доба од 15 година и више са пуним секундарном образовањем          | 7809     |
| 116 | Становништво старије од 18 година са постосновним образовањем                                    | 26245    |
| 117 | Мушко становништво старије од 18 година са постосновним образовањем                              | 13141    |
| 118 | Женско становништво старије од 18 година са постосновним образовањем                             | 13104    |
| 119 | Просечна оцена школовања                                                                         | 7.65     |
| 120 | Просечан ниво образовања мушке популације                                                        | 7.58     |
| 121 | Просечан ниво образовања женског становништва                                                    | 7.72     |
| 122 | Економски активно становништво                                                                   | 52319    |
| 123 | Економски активна мушка популација                                                               | 37339    |
| 124 | Економски активна женска популација                                                              | 14980    |
| 125 | Становништво које није економски активно                                                         | 49970    |
| 126 | Мушко становништво које није економски активно                                                   | 14035    |
| 127 | Женско становништво које није економски активно                                                  | 35935    |
| 128 | Запослено становништво                                                                           | 50581    |
| 129 | Запослено мушко становништво                                                                     | 35915    |
| 130 | Запослено женско становништво                                                                    | 14666    |
| 131 | Незапослена популација                                                                           | 1738     |
| 132 | Незапослена мушка популација                                                                     | 1424     |
| 133 | Незапослена женска популација                                                                    | 314      |
| 134 | Становништво без права на здравствене услуге                                                     | 31145    |
| 135 | Становништво које има право на здравствене услуге                                                | 103991   |
| 136 | Становништво које има право на ИМСС                                                              | 65272    |
| 137 | Становништво које има право на социјално осигурање                                               | 5750     |
| 138 | Становништво које има право на државно социјално осигурање                                       | 85       |
| 139 | Становништво које има право на опште осигурање или здравствено осигурање за нову генерацију      | 33210    |
| 140 | Становништво које је било једном или није било у браку током 12 година и више                    | 32944    |
| 141 | Венчано или уједињено становништво од 12 година и више                                           | 59526    |
| 142 | Становништво које је било у браку или уједињено 12 година и више                                 | 10215    |
| 143 | Становништво са католичком религијом                                                             | 112203   |
| 144 | Протестанти, еванђелисти и библијски следбеници различити од еванђелиста                         | 9663     |
| 145 | Становништво са другим религијама различитим од претходних                                       | 92       |
| 146 | Становништво без религије                                                                        | 11513    |
| 147 | Укупно пописаних домаћинства                                                                     | 33137    |
| 148 | Пописна домаћинства на челу са мушкарцима                                                        | 25830    |
| 149 | Пописна домаћинства на челу са женама                                                            | 7307     |
| 150 | Становништво у пописним домаћинствима                                                            | 135260   |
| 151 | Становништво у пописним домаћинствима на челу са мушкарцима                                      | 108035   |
| 152 | Становништво у пописним домаћинствима на челу са женама                                          | 27225    |
| 153 | Укупно домаћинстава                                                                              | 46145    |
| 154 | Укупно насељених домаћинстава                                                                    | 33192    |
| 155 | Укупно приватних кућа                                                                            | 46090    |
| 156 | Насељени приватни домови                                                                         | 33137    |
| 157 | Укупно насељених приватних кућа                                                                  | 33187    |
| 158 | Ненасељене приватне куће                                                                         | 4860     |
| 159 | Појединачна домаћинства за привремену употребу                                                   | 8093     |
| 160 | Становници у насељеним приватним кућама                                                          | 135260   |
| 161 | Насељеност станара у приватним становима                                                         | 4.08     |
| 162 | Просечно становника по соби у приватним насељеним домаћинствима                                  | 1.19     |
| 163 | Појединачна домаћинства са подовима од различитих материјала од земље                            | 30901    |
| 164 | Појединачна домаћинства у приземљу                                                               | 2006     |
| 165 | Појединачна домаћинства са једном спаваћом собом                                                 | 12890    |
| 166 | Појединачна домаћинства са две спаваће собе и више                                               | 20092    |
| 167 | Појединачна домаћинства са једним собом                                                          | 2934     |
| 168 | Појединачна домаћинства са две собе                                                              | 6469     |
| 169 | Појединачна домаћинства са 3 собе и више                                                         | 23549    |
| 170 | Појединачна домаћинства која имају електрично светло                                             | 32791    |
| 171 | Појединачна домаћинства која немају електрично светло                                            | 218      |
| 172 | Појединачна домаћинства која имају водоводну воду у стамбеном простору                           | 29359    |
| 173 | Појединачна домаћинства која немају водоводну воду у стамбеном простору                          | 3556     |
| 174 | Појединачна домаћинства која имају тоалет                                                        | 31423    |
| 175 | Појединачна домаћинства која имају канализацију                                                  | 30486    |
| 176 | Појединачна домаћинства која немају канализацију                                                 | 2217     |
| 177 | Појединачна домаћинства која имају електрично светло, довод воде из јавне мреже и канализацију   | 27676    |
| 178 | Појединачна домаћинства без икаквих услова                                                       | 505      |
| 179 | Појединачна домаћинства која имају радио                                                         | 17508    |
| 180 | Појединачна домаћинства која имају телевизор                                                     | 31535    |
| 181 | Појединачна домаћинства која имају фрижидер                                                      | 30158    |
| 182 | Појединачна домаћинства која имају машину за веш                                                 | 22102    |
| 183 | Појединачна домаћинства која имају аутомобил или комби                                           | 16024    |
| 184 | Појединачна домаћинства која имају рачунар                                                       | 5756     |
| 185 | Појединачна домаћинства која имају фиксну телефонску линију                                      | 8021     |
| 186 | Појединачна домаћинства која имају мобилни телефон                                               | 23901    |
| 187 | Појединачна домаћинства која имају приступ интернету                                             | 3435     |